# Restletsel
Restletsel of een sequel, meervoud sequelae, is een aandoening die niet volledig kan herstellen. Het impliceert in eerste fase een aandoening met een gedeeltelijk herstel.
In het geval dat deze toestand functieverlies met zich meebrengt, is er sprake van een handicap, anders van een stigma, meestal een litteken.